# Stefanie Scharnberg
Stefanie Scharnberg (* 1967 in Hamburg) ist eine deutsche Kinderbuchillustratorin.
Scharnberg verbrachte ihre Schulzeit in Norderstedt und machte anschließend in Hamburg eine Buchhändlerlehre. Sie arbeitete nur einige Wochen in dem Beruf und ging dann nach Florenz, um Malerei zu studieren. 1992 kam sie nach Hamburg zurück, um dort wieder als Buchhändlerin zu arbeiten. Seit 1998 arbeitet sie als Kinderbuchillustratorin. 2004 zog sie mit ihrem Mann und den beiden Kindern nach Hannover. Heute wohnt sie in Littenweiler.